# Европейски път Е83
E83 е път, част от европейската пътна мрежа, изцяло лежащ на територията на България. В по-голямата си част съвпада с първокласен път номер 3. Свързва град Бяла (Област Русе) със София. Пътят е дълъг 266 км.
Маршрутът на пътя е: Бяла (Област Русе) – Плевен – Ябланица – Ботевград – София.